# The Rose Garden
The Rose Garden is een Amerikaans-Duits-Oostenrijkse dramafilm uit 1989 onder regie van Fons Rademakers.

## Verhaal
De Duitse advocate Gabriele Freund neemt de verdediging op zich van Aaron Reichenbach, een oude man die op het vliegveld een andere man heeft aangevallen. Reichenbach weigert echter te praten over het incident. Al spoedig komt Gabriele te weten dat het slachtoffer van Reichenbach een voormalige nazi-officier is uit een concentratiekamp.

## Rolverdeling
| Acteur            | Personage          |
| ----------------- | ------------------ |
| Liv Ullmann       | Gabriele           |
| Maximilian Schell | Aaron              |
| Peter Fonda       | Herbert            |
| Jan Niklas        | Paessler           |
| Hanns Zischler    | Eckert             |
| Kurt Hübner       | Krenn              |
| Georg Marischka   | Brinkmann          |
| Gila Almagor      | Ruth               |
| Lena Müller       | Tina               |
| Nicolaus Sombart  | Rechter            |
| Özay Fecht        | Mevrouw Marques    |
| Achim Ruppel      | Klaus              |
| Friedhelm Lehmann | Professor Stauffer |
| Mareike Carrière  | Mevrouw Moerbler   |
| Lutz Weidlich     | Schubert           |